# Коуквелл, Джордж
Джордж Коуквелл (англ. George Law Cawkwell; 25 октября 1919, Окленд — 18 февраля 2019, Оксфорд, Юго-Восточная Англия) — новозеландский антиковед, специалист по истории Древней Греции IV века до нашей эры. Как сказано в некрологе на сайте оксфордского Университетского колледжа, он являлся центральной фигурой данного заведения более 69 лет (с 1949), прошел там путь до вице-мастера (проректора, 1980-85); эмерит-феллоу. Лауреат Runciman Award (1998).
С 1987 года в формальной отставке. Родился в семье новозеландца и шотландки (она перебралась в Новую Зеландию в 1912-м). Учился в Королевском колледже Окленда, где был старостой, а затем в Оклендском университете — где повстречает будущую супругу Пэт Кларк (они поженятся в 1945-м). В годы войны участвовал в боевых действиях вместе с фиджийской пехотой на Соломоновых островах в 1944 году (как выскажется сам Коуквелл: «Там были японцы, которым не удалось меня застрелить»; был ранен). После свадьбы год спустя с супругой они отправились в Оксфорд — когда Коуквелл выиграл стипендию Родса в Крайст-Черч. В 1948 получил степень с первоклассным отличием по Greats. С 1949 феллоу по античной истории оксфордского Университетского колледжа. В этом заведении будут учреждены две награды в его честь: премия Коуквелла для студентов, изучающих классику, «которые вносят наибольший вклад в общую жизнь колледжа», и стипендия Коуквелла для последипломного обучения в области классической литературы. Среди его первых учеников были Эрнст Бэдиан и Raphael Sealey; также у него учились Richard Ingrams и Robin Butler, Baron Butler of Brockwell; среди его подопечных окажется будущий президент США Билл Клинтон. Преемницей Коуквелла в колледже станет Lisa Kallet.
С 2008 вдовец; дочь и двое сыновей; внуки и правнуки. Публиковался с 1956-го. В 1978-м вышла его первая книга Philip of Macedon {Рец.}. (Другие его книги выйдут уже после его отставки.) В его более поздних книгах фокус исследования сместился в пятый век. Вышедшая в 1997 Thucydides and the Peloponnesian War (London/New York: Routledge)  {Рец.} получила премию Рансимана; в 2005 вышла The Greek Wars: The Failure of Persia {Рец. John Marincola, Gordon Shrimpton, , }. В 2011 Oxford University Press выпустило сборник его самых важных статей Cyrene to Chaeronea {Рец.}.
В честь 70-летия удостоился фестшрифта Georgica: Greek Studies in Honour of George Cawkwell (1991) {Рец., }, который редактировали Майкл Флауэр и Mark Toher, начинающегося с теплой оценки Коуквелла от Саймона Хорнблоуэра.
Являлся старейшим из живых международных игроков Шотландского союза регби.